# Episodi di Casa Vianello (tredicesima stagione)
Questa è la lista degli episodi della tredicesima stagione di Casa Vianello
| nº | Titolo episodio                | Prima TV          |
| -- | ------------------------------ | ----------------- |
| 1  | Panni sporchi e sporchi affari | 21 settembre 2003 |
| 2  | La casa delle vacanze          | 28 settembre 2003 |
| 3  | La brigata ecologica           | 5 ottobre 2003    |
| 4  | Giochi di ruolo                | 12 ottobre 2003   |
| 5  | Raimondo bigamo                | 19 ottobre 2003   |
| 6  | Lavori socialmente utili       | 26 ottobre 2003   |
| 7  | Ditelo con i fiori             | 2 novembre 2003   |
| 8  | Golpe                          | 9 novembre 2003   |
| 9  | Il sindacalista                | 16 novembre 2003  |
| 10 | Cucina cinese                  | 23 novembre 2003  |
| 11 | Bed & breakfast                | 30 novembre 2003  |
| 12 | Il mese sabbatico              | 7 dicembre 2003   |
| 13 | Ospizio Vianello               | 14 dicembre 2003  |
| 14 | Asini che volano               | 28 dicembre 2003  |
| 15 | Le cose belle fanno bene       | 11 gennaio 2004   |
| 16 | Nido d'amore                   | 18 gennaio 2004   |
| 17 | Sandra la parrucchiera         | 25 gennaio 2004   |
| 18 | Il senatore                    | 1º febbraio 2004  |
| 19 | Il topless bar                 | 8 febbraio 2004   |
| 20 | Stavolta ti lascio             | 15 febbraio 2004  |

## Panni sporchi e sporchi affari
Raimondo viene a sapere dal portiere che i suoi discorsi con Kate, tenutisi privatamente sul divano di casa sua, sono di dominio pubblico. Inizialmente l'uomo crede che sia stata la tata a spifferare tutto e così la licenzia con una scusa, ma in realtà anche dopo l'allontanamento della domestica, il portiere continua a sapere per filo e per segno tutto ciò che accade nel suo salotto. In realtà il portiere è in combutta con suo cognato, un tecnico informatico che ha piazzato una webcam in casa dei Vianello.

## La casa delle vacanze
Sandra, stanca di trascorrere le sue vacanze in casa, acquista un appartamento al mare tramite un'asta giudiziaria e lo ristruttura in modo da renderlo tale e quale alla sua abituale residenza cittadina; in questo modo convince Raimondo a soggiornare presso la casa delle vacanze senza avere grossi disagi nell'adattarsi, ma ben presto i due ricevono la visita dell'ex proprietario dell'immobile, un mafioso appena scarcerato.

## La brigata ecologica
Sandra, fortemente contraria all'installazione di un ripetitore per cellulari sul terrazzo condominiale, cerca di imporsi con i vicini di casa. Intanto, per lo stesso motivo, il palazzo è vittima delle incursioni di una brigata ecologista che si oppone alla diffusione delle onde elettromagnetiche e questo dà a Sandra l'idea di travestirsi da ecoterrorista per minacciare i condomini.

## Giochi di ruolo
Per sollevare il morale di suo marito, Sandra chiede ai suoi amici di presentarsi a casa per coinvolgere Raimondo in alcuni giochi di ruolo ad ambientazione storica.

## Raimondo bigamo
Raimondo, sempre più oberato di lavoro, necessita di una persona che lo aiuti nell'organizzazione delle sue giornate. Nel frattempo scopre anche che una donna in possesso dei suoi dati personali lo ha sposato a sua insaputa per beneficiare dei suoi soldi; inizialmente Raimondo vuole denunciare la donna per truffa, ma dopo averla conosciuta e aver scoperto che è una ragazza giovane e avvenente, decide di assumerla come segretaria.

## Lavori socialmente utili
Sandra, stufa dell'egoismo di suo marito, lo coinvolge nelle sue attività benefiche portandogli a casa Umberto, un anziano invalido che necessita di cure e compagnia. Raimondo non vuole occuparsi di Umberto, così lo chiude a chiave sul balcone, ma quando Sandra lo scopre minaccia di denunciare il marito se non svolgerà quest'opera buona. L'uomo è così costretto a cedere a tutte le angherie di Umberto, ma ben presto scopre che questi in realtà non è davvero paralitico.

## Ditelo con i fiori
Raimondo ha scoperto la passione per il giardinaggio ed è divenuto un noto esperto del linguaggio dei fiori. Sandra trova che tutto questo sia semplicemente una mania, ma decide di lasciar fare il marito. Intanto il tenente Gnutti, un carabiniere che vive nel palazzo e con cui Raimondo ha avuto un brutto diverbio, racconta a Sandra di volersi riappacificare con l'uomo e le chiede di mediare fra loro due. Gnutti inoltre le confida di essere in procinto di ottenere una promozione a capitano, così Sandra gli propone di chiedere consiglio a Raimondo su quali fiori inviare al generale che lo deve promuovere. Raimondo però coglie l'occasione per fare un dispetto al condomino.

## Golpe
Raimondo, appoggiato dal regime militare che governa un piccolo arcipelago dell'Oceano Indiano, investe tutti i suoi soldi in un affare molto promettente. Tuttavia, a causa di un golpe, il governo viene rovesciato dall'opposizione e ciò comporta il fallimento dell'investimento. Minacciato dai militari, Raimondo è costretto a invitare a casa sua il nuovo capo di governo fingendosi uno spietato comandante per poter concludere l'affare.

## Il sindacalista
Sandra è in lizza per il ruolo di Madame Bovary in un musical e deve superare un provino con Giannetti, un produttore molto esigente. Nel frattempo un giovane collega e amico dei Vianello convince Raimondo a divenire presidente del "Sindacato Italiano Attori Stufi", un'associazione a difesa degli attori che si oppone alle ingerenze dei produttori. I membri del sindacato, soprattutto per vendicarsi di Giannetti, indicono uno sciopero generale il giorno delle audizioni per il musical ma Sandra vuole a tutti i costi ottenere la parte e così cerca di fare leva sul marito.

## Cucina cinese
Raimondo deve organizzare in casa un ricevimento per alcuni produttori cinesi con i quali deve concludere un importante contratto. Nel frattempo nel condominio si è appena trasferito il dottor Filangieri, che vive con il suo adorato cane Pallino; Raimondo si scontra subito con il nuovo vicino per via delle abitudini del suo animale, che fa i bisogni nell'atrio e si intrufola nelle case degli altri. Per questo motivo, quando Pallino sparisce improvvisamente, Filangieri si convince che Raimondo lo abbia cucinato e dato in pasto agli ospiti.

## Bed & breakfast
Sandra e la tata hanno trasformato la casa in un bed and breakfast, ma Raimondo è infastidito dal continuo viavai di turisti e dalle costanti invasioni dei suoi spazi. Le due donne riescono a convincerlo utilizzando le belle ragazze che vengono ospitate, ma dopo alcuni giorni Raimondo scopre che una delle clienti è una prostituta. La ragazza gli offre una prestazione a patto che lui non la mandi via, ma poco dopo anche Sandra e la tata scoprono dal portiere la professione della giovane.

## Il mese sabbatico
Raimondo comunica a Sandra di volere un periodo di pausa dal lavoro per dedicarsi alle sue passioni, ma Sandra capisce subito che il marito vuole approfittare del tempo libero per progettare delle scappatelle insieme ai suoi amici. La donna allora contatta tutti gli amici del marito chiedendo loro di dare buca a Raimondo; nel frattempo Sandra ospita in casa la nipote della tata, Nadia, che deve prendere parte a un concorso per un impiego in banca. Raimondo, in assenza di altro, decide di ripiegare su Nadia per avere compagnia ma la ragazza capisce le sue intenzioni e racconta tutto a sua zia e a Sandra.

## Ospizio Vianello
Nel palazzo dove abitano i Vianello è stata aperta una casa di riposo per anziani. Con molta fatica Sandra convince suo marito a soggiornare presso la struttura per una settimana in modo da testarne l'affidabilità; Raimondo però si pente subito della scelta, perché l'ospizio è un vero bunker dal quale non si riesce a fuggire, gestito da personale eccessivamente rigido. Vianello cerca in ogni modo di evadere dalla sua prigione, ma l'impresa non è facile.

## Asini che volano
Raimondo, molto ispirato da una filosofia di vita più elevata, sorprende tutti cambiando totalmente la sua personalità: non corteggia più Kate, non sembra interessato al calcio, non fa i dispetti al portiere, non maltratta né la tata, né Sandra e anzi è molto disponibile e accomodante con chiunque. Nessuno riesce a spiegarsi un cambiamento così sconvolgente, ma in realtà è tutta una tattica per conquistare Kate.

## Le cose belle fanno bene
Raimondo, raggirato dal suo promotore finanziario, ha perso un'ingente somma di denaro in investimenti sbagliati, perciò contatta il suo avvocato per intentare una causa legale. Nel frattempo deve vedersela con l'ultima stranezza di Sandra: la donna infatti, seguendo le istruzioni di un libro che ha letto, si è messa insieme alla tata a etichettare con dei bollini rossi e verdi tutti gli oggetti della casa, a seconda delle emozioni positive o negative che generano in lei. In questo modo, secondo il libro, riuscirà a trarre benessere dall'ambiente circostante e a migliorare il suo stile di vita. Sandra decide di bruciare anche dei documenti di Raimondo che a suo parere causano malessere al marito, ma che in realtà sono le uniche prove della truffa subita dall'uomo.

## Nido d'amore
I Vianello sono in partenza per la montagna ma Sandra necessita di qualcuno che si occupi delle sue orchidee durante la vacanza. Siccome la tata e il portiere sono in ferie, Sandra accetta l'offerta di Sergio, un amico di Raimondo che si propone come homesitter. In realtà Sergio approfitta dell'assenza dei padroni di casa per ospitare la sua amante e trascorrere qualche giorno con lei. Improvvisamente però Raimondo torna a casa e scopre la situazione, che si complica ancora di più quando alla porta bussano prima Elide, la moglie di Sergio e poi Fabio, il marito della sua amante.

## Sandra la parrucchiera
Raimondo è occupato in una contesa con l'antipatico vicino di casa Schioppa per via di una divergenza di opinioni sul sistema di riscaldamento del palazzo. Nel frattempo Sandra e la tata hanno aperto nel loro soggiorno un salone da parrucchiera, dove si prestano a tagliare i capelli a tutti i condomini. Le due donne prendono i pidocchi da alcuni bambini e Raimondo decide di vendicarsi di Schioppa mettendo gli animaletti nel suo shampoo.

## Il senatore
Bianchi, il nuovo agente di Raimondo, ha una grande ammirazione per lui e gli si rivolge con l'appellativo di "senatore dello spettacolo". Sandra però origlia per caso la conversazione e si convince che suo marito sia in procinto di essere nominato senatore; attratta dal prestigio che questa carica potrebbe portarle, decide di organizzare insieme alla tata un grosso party a sorpresa per il marito e invita tutti i condomini.

## Il topless bar
Nicola, insieme a un certo signor Betti, ha deciso di aprire un topless bar e coinvolge Raimondo nell'iniziativa prospettandogli il contatto diretto con delle belle ragazze in deshabillé. Raimondo in un primo momento è restio all'investimento, preoccupato più che altro per la sua immagine pubblica, ma poi scopre che Kate ha perso il posto di lavoro e si è rivolta a Sandra per farsi aiutare. Raimondo allora propone alla bella vicina di lavorare come entraîneuse nel nuovo locale, senza dirle che dovrebbe svolgere le sue mansioni in topless. Sandra però, cogliendo l'occasione di fare qualcosa di nuovo e stimolante, si offre anche lei come cameriera senza sapere della reale natura dell'impiego. 

## Stavolta ti lascio
L'amante di Nicola invia un videomessaggio all'uomo ma lo fa recapitare a casa dei Vianello. Sandra, trovata la videocassetta, crede che la ragazza sia l'amante di suo marito e così gli chiede il divorzio. Raimondo, esaltato dall'idea della libertà, non svela l'equivoco alla moglie e le lascia credere ciò che ha capito. Poco dopo però apprende dall'avvocato che in caso di divorzio perderà tutti i suoi averi e le sue proprietà, poiché sono intestate a Sandra, così cerca di tornare sui suoi passi.